# باشگاه فوتبال فرالپیسالو
باشگاه فوتبال فرالپیسالو (انگلیسی: Feralpisalò) یک باشگاه فوتبال مستقر در سالو، ایتالیا است که در حال حاضر در سری بی، دومین سطح لیگ فوتبال در این کشور به فعالیت می‌پردازد. 